# Геращенко Антон Юрійович
Геращенко Антон Юрійович (нар. 10 лютого 1979, Харків, УРСР) — український громадський діяч, голова Красноградської райдержадміністрації (2005 — 2010), радник міністра МВС (з серпня 2021), колишній заступник міністра МВС України Арсена Авакова (2019—2021). Народний депутат 8-го скликання від партії Народний фронт та Наша Україна.

## Життєпис
Зростав без батька, вихованням займалися мати та бабуся з дідусем.

## Освіта

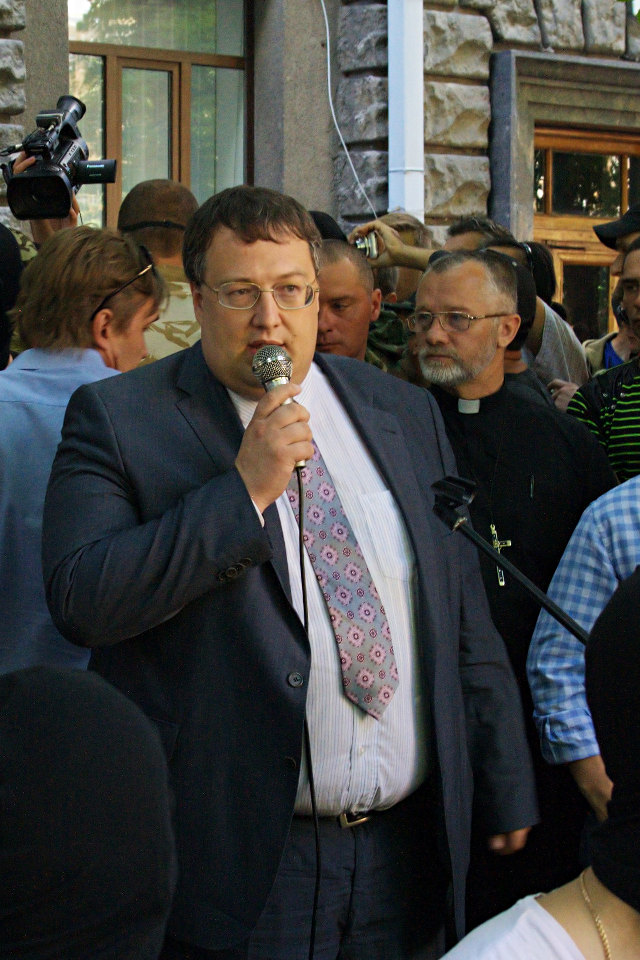
На мітингу батальйону «Донбас» під адміністрацією Президента 29 червня 2014

З вересня 1985 року по червень 1995 навчався в Академічній гімназії № 45 міста Харкова.
Має повну вищу освіту. 2000 закінчив Харківський економічний університет; спеціальність — економіка підприємства, кваліфікація — економіст.

## Кар'єра
Липень 1999 — червень 2000 — економіст з планування управління координації використання ресурсів АЕК «Харківобленерго» (з березня 2000 — АК «Харківобленерго»).
2002⁣ — ⁣2006 — депутат Харківської міськради.
Березень 2005 — квітень 2010 — голова Красноградської райдержадміністрації.
Був членом партії «Народний Союз „Наша Україна“» (НСНУ), головою Красноградської районної організації НСНУ.
20 березня — 20 листопада 2014 — позаштатний радник, член Колегії МВС України.
Вересень 2019 — 4 серпня 2021 — заступник міністра внутрішніх справ України Арсена Авакова, його місце посіли Мері Акопян та Богдан Драп'ятий. З 28 серпня 2021 — радник міністра внутрішніх справ України Дениса Монастирського.

### Політика
Обраний народним депутатом VIII скликання на виборах 2014 року від партії «Народний фронт» (№ 21).
29 січня 2015 разом із позафракційним народним депутатом Борисом Філатовим зареєстрував проєкт закону про кримінальну відповідальність за публічні заклики до ухилення від мобілізації. Як приклад навів ініціативу російської влади щодо продовження терміну законного перебування на своїй території для громадян України призовного віку.
13 березня вніс законопроєкт, який передбачає кримінальне покарання за організацію «проплачених мітингів».
21 січня 2017 року голова СБУ Василь Грицак заявив, що співробітники СБУ запобігли замахові на життя Геращенка.
- Секретар Комітету ВРУ з питань законодавчого забезпечення правоохоронної діяльності
- Член Тимчасової слідчої комісії ВРУ з питань розслідування обставин конфлікту в Закарпатській області
- Член Тимчасової слідчої комісії ВРУ для проведення розслідування відомостей щодо нападів на Катерину Гандзюк та інших громадських активістів
- Член Постійної делегації у Парламентській асамблеї Організації з безпеки та співробітництва в Європі

Член групи з міжпарламентських зв'язків з Японією, Ізраїлем, КНР, Бразилією, Естонією.
Під час повномасштабного вторгнення РФ Геращенко публікував новини на у себе в телеграм-каналі, де був помічений у поширенні недостовірної інформації.

## Кримінальне переслідування в Росії

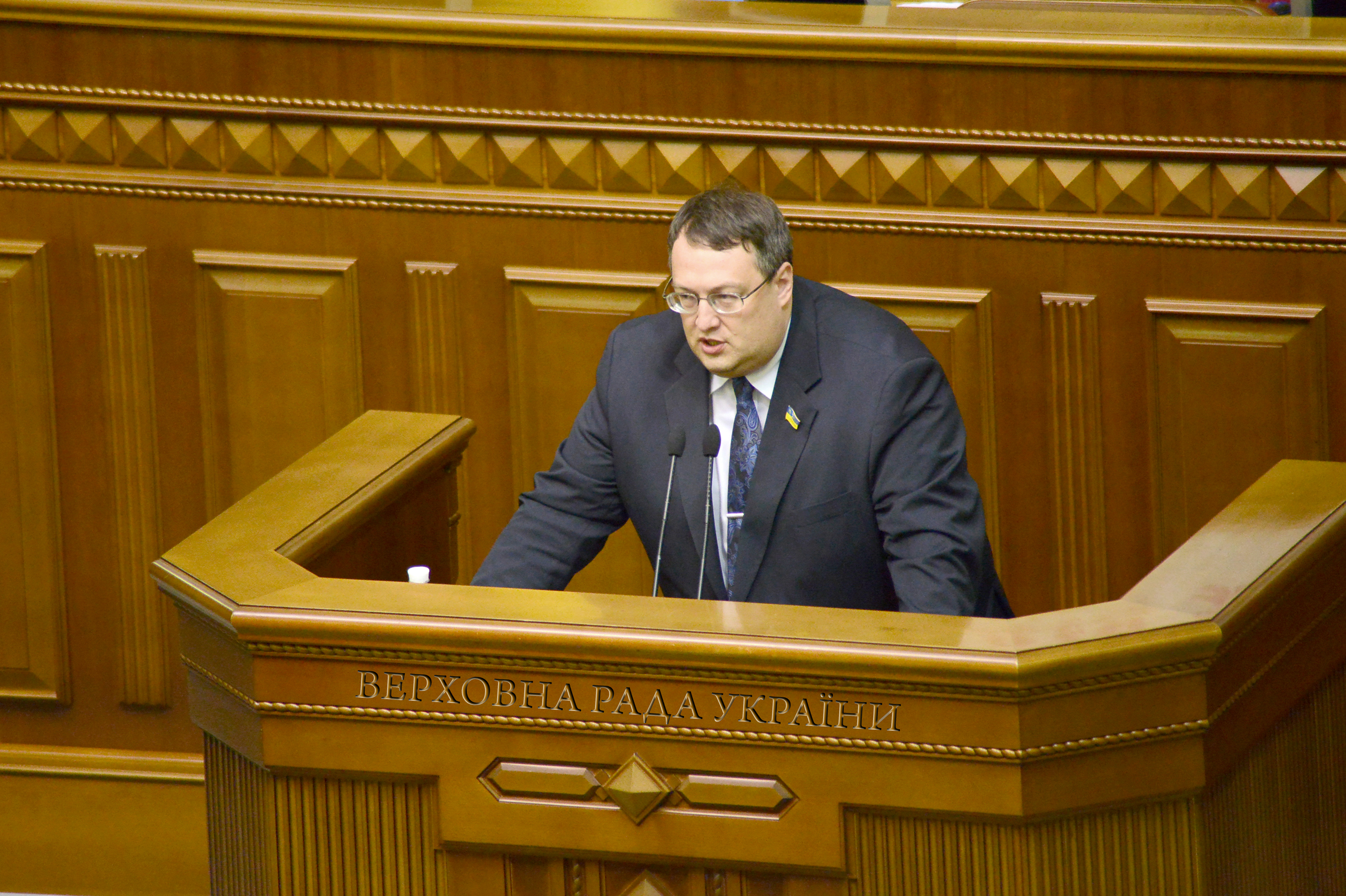
У Верховній раді, 2015

7 жовтня 2015 року Слідчий комітет РФ порушив проти депутата ВРУ Геращенка кримінальну справу за статтею 205.2 КК РФ (заклики до терористичної діяльності або виправдання тероризму). У соцмережах Геращенко закликав підписників розкривати відому їм інформацію про російських військових, що беруть участь у війні в Сирії, та надсилати її до центру «Миротворець», щоб «терористи і їхні побратими в Росії змогли помститися російським військовослужбовцям за канонами шаріату».

## Звання, нагороди
- відзнака Харківського міського голови «За старанність. 350 років Заснування Харкова. 1654—2004»,
- подяка Президента України (2005),
- медаль УПЦ МП (2005),
- почесна грамота Міністерства у справах сім'ї, молоді та спорту (2006).
- нагрудний знак центру Миротворець «Pro bono publico» (2017)[18]

## Родина
Батько родом з Ізюма, де живе його сестра з чоловіком.
Мати — Ерна Анатоліївна, підприємиця в галузі нерухомості,
Дружина — Олеся Геращенко (Шамбур), культуролог і медіатор, засновниця «Українського центру злагоди», родом з Маріуполя.